# Huntsville (Arkansas)
Huntsville is een plaats (city) in de Amerikaanse staat Arkansas, en valt bestuurlijk gezien onder Madison County.

## Demografie
Bij de volkstelling in 2000 werd het aantal inwoners vastgesteld op 1931.
In 2006 is het aantal inwoners door het United States Census Bureau geschat op 2358, een stijging van 427 (22,1%).

## Geboren in Huntsville
- Ronnie Hawkins (1935-2022), zanger en gitarist

## Geografie
Volgens het United States Census Bureau beslaat de plaats een oppervlakte van
7,8 km², geheel bestaande uit land. Huntsville ligt op ongeveer 207 m boven zeeniveau.

## Plaatsen in de nabije omgeving
De onderstaande figuur toont nabijgelegen plaatsen in een straal van 36 km rond Huntsville.